# Хосе Марија Морелос
Хосе Марија Морелос и Павон (шп. José María Morelos y Pavón; Ваљадолид, 30. септембар 1765 — Сан Кристобал Екатепек, 22. децембар 1815) је био мексички свештеник и један од најважнијих бораца за независност Мексика.
Мексички је национални херој. Прикључио се устанку 1810. године а после погибије вође револуције дошао је на чело ослободилачког покрета. Поднео је првом мексичком Националном конгресу (1813) Програм нације. Проглашен је за генералисимуса и носиоца извршне власти. Спровео је ослобођење од ропства и донео Декларацију о суверенитету и независности. Приликом покушаја ослобођења Ваљадолида поражен је, заробљен и погубљен.